# Lista postaci serialu Pingwiny z Madagaskaru

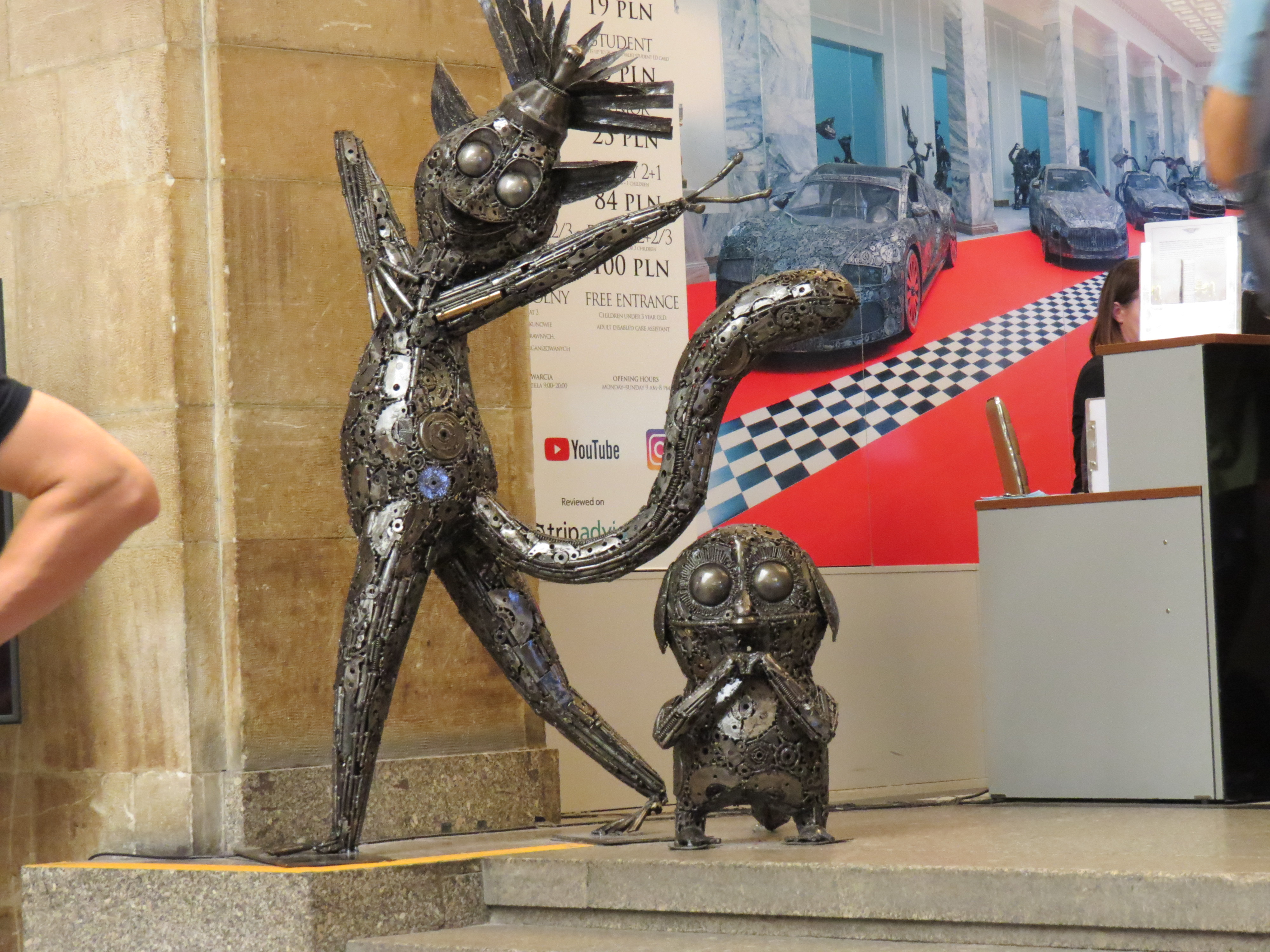
Rzeźba przedstawiająca Króla Juliana i Morta w Pałacu Kultury i Nauki

Poniżej znajduje się lista postaci występujących w amerykańskim serialu animowanym Pingwiny z Madagaskaru (ang. The Penguins of Madagascar). Większość bohaterów serialu stanowią zwierzęta zamieszkujące ogród zoologiczny (Central Park Zoo) w Nowym Jorku, który dzieli się na część główną, herpetarium oraz mini-zoo. Pozostałe zwierzęta pochodzą głównie z otaczającego ogród Central Parku oraz innych rejonów miasta.

## Postacie pierwszoplanowe
Głównymi bohaterami serialu są cztery pingwiny tworzące oddział komandosów. Ich przygody są osią fabularną każdego odcinka. W skład oddziału wchodzą:
- Skipper – dowódca grupy, odpowiedzialny za podejmowanie decyzji i organizację misji. Najlepiej wyszkolony członek zespołu, pewny siebie, odważny i odpowiedzialny za podwładnych. Jest militarystą w typie maczo, często mającym problemy z przyznawaniem się do błędów. Nienawidzi hippisów, panicznie boi się igieł, a gdy się zdenerwuje drga mu prawa powieka. Jest bardzo nieufny wobec innych zwierząt. Często popada w paranoję i wierzy w teorie spiskowe. W wyniku bliżej niewyjaśnionych zdarzeń (w których brał udział Hans) stał się wrogiem publicznym nr 1 w Danii.
- Kowalski – zastępca a zarazem doradca Skippera, przez którego często proszony jest o podanie możliwych rozwiązań problemu, z którym akurat się mierzą (cyt. Kowalski opcje! lub Kowalski analiza proszę!). Najbardziej inteligentny spośród mieszkańców zoo. Jest naukowcem i uzdolnionym wynalazcą, jednak tworzone przez niego wynalazki, najczęściej powodują więcej problemów niż pożytku. Uważa, że każdy problem da się wyjaśnić i rozwiązać metodą naukową i nie wierzy w zjawiska paranormalne. Mimo swojej inteligencji, tak jak większość mieszkańców zoo nie potrafi czytać i pisać. Notatki sporządza za pomocą piktogramów, a obliczeń dokonuje liczydłem. Jest zakochany bez wzajemności w delfinicy Doris.
- Rico – specjalista od materiałów wybuchowych, a zarazem ulubieniec Skippera. Jest psychopatą mającym obsesję na punkcie wybuchów i niszczenia wszystkiego dookoła. Uważa przemoc za najlepsze rozwiązanie każdego problemu. Jego skłonności są tłumione przez autorytet Skippera, bez którego Rico niekiedy traci nad sobą kontrolę. Bardzo rzadko mówi, zwykle porozumiewa się za pomocą bełkotliwych chrząknięć. Na eksplozje reaguje charakterystycznym okrzykiem Ka-boom! Posiada niezwykłą umiejętność połykania, a następnie regurgitacji nieograniczonej, absurdalnej ilości przedmiotów, dzięki czemu jego żołądek jest używany jako magazyn sprzętu. Posiada lalkę (w typie Barbie) o imieniu Perky, którą uważa za swoją dziewczynę. Ma dużą charakterystyczną bliznę na lewej stronie głowy.
- Szeregowy[a]  – najmłodszy i najniższy stopniem spośród pingwinów. Jest infantylny, wrażliwy, strachliwy i naiwny. Nie lubi przemocy i cechuje się wysokimi standardami moralnymi. Posiada ogromne pokłady uroku osobistego, które z czasem wykształciły u niego moc Uber-słodyczy (uroku o tak dużej skali, że pozbawia obserwatorów przytomności). Zazwyczaj najrozsądniejszy członek grupy, jednak najczęściej nie traktowany poważnie przez resztę pingwinów. Jest fanem serialu o „Słodkorożcach” (wzorowanych na My Little Pony), z którego często cytuje „złote myśli”. Uwielbia słodycze i teatr. Panicznie boi się borsuków i traktuje je z chorobliwą nieufnością. Dawniej pod pseudonimem „Pan Talon” był znanym mistrzem minigolfa, jednak zarzucił uprawianie tego sportu, ze względu na problemy osobiste. Skipper pała do niego ojcowskimi uczuciami, co nie przeszkadza mu w wybieraniu Szeregowego „na ochotnika” do najbardziej niebezpiecznych zadań.

Bezpośrednimi sąsiadami pingwinów jest przybyła z Madagaskaru grupa lemurów. Często doprowadzają one pingwiny do irytacji i są przez nich odbierane jako wyjątkowo uciążliwe. Głównie z powodu zamiłowania do imprez, częstego popadania w tarapaty, z których muszą być przez nich ratowane, oraz przeszkadzania pingwinom w wykonywaniu ich misji. Mimo to obie grupy tolerują się i do pewnego stopnia darzą sympatią. Niejednokrotnie podejmują również ze sobą współpracę. Należą do nich:
- Król Julian[b] (właśc. Król Julian XIII) – lemur katta. Król lemurów, który przybył do zoo razem ze swoimi poddanymi (Maurice'em i Mortem) z Madagaskaru. Uzurpuje sobie prawo do władania wszystkimi mieszkańcami zoo, jednak oprócz lemurów nikt nie traktuje tego poważnie. Jest mało inteligentny, uparty, skrajnie arogancki, narcystyczny i egotyczny, nie znosi sprzeciwu oraz pozbawiony jest empatii. Żyje w fałszywym przekonaniu, że jest przez wszystkich podziwiany i szanowany, tymczasem oprócz lemurów pozostałe zwierzęta podchodzą do niego z dystansem. Innych mieszkańców traktuje z wyższością, co w szczególności dotyczy Morta, którym bezwzględnie pomiata i często go poniża. Ze względu na pewność siebie i brak zahamowań często popada w tarapaty. Nie lubi być dotykany po stopach i ma obsesję na punkcie swoich pośladków. Jest świetnym tancerzem i cechuje się niesłychaną zwinnością. Wierzy w „pradawnych bogów”, którym oddaje cześć, gdy czegoś potrzebuje.
- Maurice – palczak madagaskarski (w serialu błędnie zaliczany do lemurów). Szambelan króla Juliana, a zarazem najinteligentniejszy i najrozsądniejszy z lemurów. Jest wiernym poddanym króla, jednak dzięki swojemu rozsądkowi i zdolnościom retorycznym często manipuluje Julianem, starając się odwieść go od najbardziej absurdalnych pomysłów. Bywa też wobec niego asertywny. Poczynania króla doprowadzają go do irytacji (do tego stopnia, że pingwiny prowadzą zakłady, obstawiając kiedy Maurice załamie się psychicznie i zamorduje swojego władcę). Czuje się jednak za niego odpowiedzialny, wiedząc że bez jego pomocy Julian nie dałby sobie rady w życiu. Ze względu na swoją pracę, jest często przemęczony. Jako jedyny zna język kameleonów, potrafi robić owocowe koktajle, jest dobrym masażystą i ceni sobie rzadkie chwile relaksu.
- Mort – lemurek myszaty. Najgłupszy, najbardziej infantylny i naiwny mieszkaniec zoo. Bezwzględnie oddany królowi Julianowi, entuzjastycznie wykonujący jego wszystkie, nawet najbardziej absurdalne rozkazy. Jako jedyny fanatycznie wielbi swojego władcę, wierząc w jego mądrość i nieomylność. Ma obsesję na punkcie stóp Juliana, którym oddaje cześć i pragnie ciągle ich dotykać (co spotyka się z dezaprobatą ich właściciela reagującego brutalnym kopaniem Morta). Jego obsesja jest niejednokrotnie określana przez inne zwierzęta w serialu jako fetysz, mimo braku zauważalnego podłoża seksualnego. Uwielbia mango. W jednym z odcinków zostaje omyłkowo intronizowany na króla szczurów i dokonuje inwazji na zoo, rozkazując podwładnym przytulać i całować mieszkańców. Wg fotografa Jima Mort jest bardziej uroczy od Szeregowego (czym wzbudza jego zawiść).

## Postacie drugoplanowe
- Marlenka[c] – wyderka orientalna mieszkająca w zoo. Przyjaciółka pingwinów darzona przez nich dużą sympatią. W przeciwieństwie do Skippera jest racjonalistką i nie popada w paranoję. Jest serdeczna, łatwo nawiązuje kontakty i stara się ze wszystkimi zaprzyjaźnić, co nie zawsze wychodzi jej na dobre. Jako, że całe życie wychowywała się w niewoli, ma problem z adaptacją na wolności. Objawia się to momentalnym „zdziczeniem” po opuszczeniu murów zoo, poprzez zmianę w agresywną i prymitywną bestię pozbawioną zahamowań. Z czasem Marlence udaje się jednak pokonać tę przypadłość, dzięki czemu uczy się kontrolować swoje zachowanie poza zoo.  Uwielbia watę cukrową, małże i grę na hiszpańskiej gitarze.
- Alice – człowiek. Strażniczka, administratorka i opiekunka zwierząt w zoo. Nie znosi zwierząt, dzieci oraz swojej pracy, która wywołuje u niej ciągłą irytację. Często zaniedbuje obowiązki służbowe, jest opryskliwa i wykazuje ignorancję w kwestii zoologii. Pingwiny często obawiają się, że odkryje ich tajne działania, a ona sama jest wobec nich podejrzliwa. W jednym z odcinków pada ofiarą wynalazku Kowalskiego (lovelasera) i zakochuje się w kuble na śmieci, z którym spędza romantyczny wieczór nad oceanem.
- Edek[d] – szympans mieszkający w zoo, razem ze swoim przyjacielem Masonem. Jest niemy i porozumiewa się za pomocą języka migowego (który przekłada innym Mason). Jako jedyny mieszkaniec zoo potrafi czytać[e], co niejednokrotnie wykorzystywane jest przez pingwiny. Jest strasznym bałaganiarzem i nie dba o higienę osobistą, czym często irytuje swojego współlokatora. Często grywa w szachy i warcaby.
- Mason – szympans, przyjaciel i współlokator Edka. Jest dżentelmenem, najbardziej kulturalnym i elokwentnym mieszkańcem zoo. Pedant (cierpiący na nerwicę natręctw na punkcie sprzątania)[3]. Często pija herbatę, potrafi malować i kocha operę. Zna język migowy, dzięki czemu może być tłumaczem Edka. Często jest widziany z gazetą, choć twierdzi, że nie potrafi czytać.
- Bolo[f] – goryl, mieszkający w zoo ze swoim przyjacielem Lolo. Uwielbia banany i huśtanie się na oponie. Jest niezwykle silny, bywa brutalny i agresywny. Przejawia skłonność do zastraszania innych i szemranych interesów. Choć nigdy nie zostaje to przedstawione dosłownie, prawdopodobnie ma przestępczą przeszłość.
- Lolo[g] – goryl, współlokator i przyjaciel Bolo. Ma taki sam charakter i cechy jak jego przyjaciel, przy czym sypia z pluszowym misiem co stara się przed nim ukrywać. Ma złoty ząb i jest fanem słodkorożców.
- Joey[h]  – kangur z zoo, o ekstremalnie silnym instynkcie terytorialnym. Bardzo nerwowy i agresywny, często atakuje zwierzęta wchodzące na jego wybieg. Wysławia się mówiąc o sobie wyłącznie w trzeciej osobie (cyt. Joey czuje się obrażony!). Uwielbia swoją dmuchaną, kolorową piłkę plażową. Nie lubi pingwinów, przez co zaprzyjaźnia się z podzielającym tą niechęć Leonardem.
- Burt – słoń indyjski z zoo. Uwielbia fistaszki, od których jest wręcz uzależniony. Miły i uprzejmy, przyjaźni się z pingwinami, którym często pomaga. Jest utalentowanym malarzem, a jego marzeniem jest podróż do Paryża. Ma fobię na punkcie myszy i świetną pamięć. Prawdopodobnie ma tatuaż, lecz nikt nie wie gdzie. Jako jeden z nielicznych potrafi pokonać węża Savio.
- Roy – nosorożec biały z zoo. Jest drażliwy i nie toleruje żartów na swój temat. Nie przepada za Julianem i jest fanem słodkorożców. Był na wczasach w Tajlandii, na których wydarzyło się coś co stara się zachować w tajemnicy. Ma lekko wypaczony róg, o czym przekonuje się Kowalski będąc przez niego ugodzonym.
- Rysiek[i] – aligator amerykański. Początkowo mieszkający w kanałach pod zoo, gdzie trafił, gdy w dzieciństwie jego właściciel spuścił go w ubikacji[4]. Po serii incydentów, w których niezamierzenie sieje panikę wśród mieszkańców Nowego Jorku, zostaje odłowiony i umieszczony w zoo, gdzie otrzymuje własny wybieg. Jest pacyfistą. Cechuje się wysoką kulturą osobistą, kocha śpiewać i marzy o występach na Broadwayu. W odcinku Operacja: Zmień Sąsiada pingwiny zirytowane ciągłym imprezowaniem lemurów doprowadzają do ich umieszczenia w mini-zoo (przenosząc w ich miejsce Ryśka). Jednak ten jako bezpośredni sąsiad staje się dla nich jeszcze bardziej uciążliwy, przez co zmuszone są one sprowadzić lemury z powrotem, jednocześnie starając się ograniczyć kontakty z Ryśkiem.
- Leonard – koala z zoo. Wyjątkowo strachliwy i nieufny domator (początkowo boi się nawet Marlenki). Cierpi na klaustrofobię. Prowadzi nocny tryb życia, w ciągu dnia będąc najczęściej całkowicie nieprzytomnym. Nie znosi pingwinów, które uważa za nienormalne i oskarża je o prześladowanie. Gdy na skutek wypadku pingwiny przypadkowo niszczą wybieg Leonarda, ten zmuszony jest tymczasowo zamieszkać z Joeyem. Mimo początkowej niechęci zaprzyjaźniają się ze sobą, gdyż odkrywają, że łączy ich nienawiść do pingwinów. Potrafi grać na dudach.
- Chuck Charles[j] – człowiek. Dziennikarz telewizyjny pracujący dla „programu 1”, komentujący i badający najbardziej sensacyjne wydarzenia w serialu. Potrafi wysławiać się jedynie w specyficzny stereotypowy dla dziennikarza „sensacyjny” sposób, nawet gdy nie jest na wizji. W jednym z odcinków, gdy chwilowo traci pracę, zatrudnia się w zoo jako pomocnik Alice, gdzie demaskuje konspiracyjną działalność pingwinów (w co jednak nikt nie wierzy).
- Barry – drzewołaz karłowaty (żaba). Zostaje przeniesiony do herpetarium Central Park Zoo z innej placówki w Hoboken. Jego skóra zawiera silne toksyny, przez co jej dotknięcie wywołuje u innych zwierząt paraliż połączony z wysypką. Początkowo terroryzuje tym innych mieszkańców, każąc sobie usługiwać oraz wyrządzając im szereg poniżających krzywd. Zostaje jednak pokonany przez Szeregowego, który zabezpieczony metalową zbroją przytula Barry’ego, czym zmienia jego nastawienie do innych. Od tej pory Barry prowadzi spokojną koegzystencję z innymi zwierzętami.
- Randy – baran mieszkający w mini-zoo. Wyjątkową udręką są dla niego dzieci odwiedzające mini-zoo, które próbują go ujeżdżać oraz wyrywają kępki jego futra (z którego jest bardzo dumny). Wskutek desperacji w jednym z odcinków z pomocą pingwinów próbuje uciec z zoo na farmę. Gdy jednak odkrywa, że owce są tam regularnie strzyżone zarzuca ten pomysł. Uczy się jednak od pingwinów technik samoobrony co pomaga mu przetrwać w obcowaniu z dziećmi.
- Fred – wiewiórka szara, mieszkająca w Parku. Obok Morta jest najgłupszą postacią w serialu. Nie rozumie nawet najprostszych metafor, przez co każdą wypowiedź odbiera całkowicie dosłownie, czym często irytuje innych. W jednym z odcinków wiąże się z Marlenką, która jednak z nim zrywa, gdy domyśliła się, że specyficzne zachowanie Freda nie jest wyrazem „poczucia humoru” (jak zakładała), a przejawem jego głupoty.
- Stacy i Becky – samice borsuka. Są współlokatorkami i przyjaciółkami trafiając do zoo w odcinku Borsucza siła. Są bardzo natarczywe, mówią bardzo szybko i niegramatycznie, używając slangu młodzieżowego. Popadają w konflikt z Marlenką, która ma dosyć ich ciągłego narzucania się. Obrażone jej niechęcią zaczynają ją prześladować, zaprzestają tego jednak po konfrontacji ze  „zdziczałym” alter ego Marlenki (poza murami zoo), przez co nabierają dla niej respektu. Kochają się w bobrach, oraz wzbudzają przerażenie u Szeregowego.
- Max – bezdomny kot, żyjący dziko w mieście. Bardzo wychudzony i wiecznie głodny. Sepleni. Na skutek pomyłki zostaje początkowo uznany przez pingwiny za mieszkańca księżyca i nazwany „Kosmokotem”. Przy pierwszym spotkaniu planuje zjeść pingwiny, jednak potem zaprzyjaźnia się z nimi.
- Darla, Carol i Jillian – samice pawiana mieszkające w zoo. Wszystkie trzy są siostrami, kochają taniec do muzyki country i znają magię, za sprawą której w jednym z odcinków tymczasowo pozbawiają Juliana zdolności tanecznych.
- Shelly – samica strusia z zoo. Mimo że jest samicą, posiada ubarwienie typowe dla samca tego gatunku. Cechuje się niską inteligencją i jest fajtłapowata. W jednym z odcinków zakochuje się w Rico, a w celu uwiedzenia go próbuje pozbyć się jego lalki Perky (z którą ten jest „w związku”). Ostatecznie, gdy jej wysiłki spełzły na niczym, „wiąże się” z Muskułem (również lalką).

### Czarne charaktery(drugoplanowe)
- Doktor Bulgot[k] (właśc. Francis, ps. „Płetewek”) – nadzwyczaj inteligentny i przebiegły delfin butlonosy. Jeden z najgroźniejszych wrogów pingwinów, opętany rządzą przejęcia władzy nad światem i zniszczenia ludzkości. W przeszłości był artystą (delfinem-akrobatą) występującym pod pseudonimem „Płetewek” w aquaparku Seaville (na Coney Island), gdzie zmuszano go do skoków przez płonącą obręcz. To traumatyczne doświadczenie wywołało u niego chęć zemszczenia się na całej ludzkości, gdy już odzyskał wolność. Podobnie, tak jak Kowalski, jest genialnym naukowcem-wynalazcą. Tworzy szereg projektów mających sprowadzić na ziemię apokalipsę (jak np. „Ognisty pierścień” mający roztopić lodowce na biegunach czy „Fatalny przypływ” mający przyciągnąć Księżyc ku Ziemi). W realizacji celów pomaga mu armia homarów, którymi dowodzi, często korzysta też z usług najemników jak np. Hans czy Parker. Na lądzie porusza się za pomocą Segwaya HT. Na prawej stronie głowy ma głęboką bliznę po nieznanym urazie, w wyniku którego prawdopodobnie stracił prawe oko (na miejscu którego nosi protezę z laserem). Ma delikatną skórę i jest utalentowanym wokalistą. Postać dr Bulgota nawiązuje do czarnych charakterów z serii filmów o Jamesie Bondzie.
- Oficer X – człowiek. Pierwotnie zatrudniony przez „Miejskie Służby Weterynaryjne i Sekcję Strzyżenia Trawników” jako hycel. Przez pingwiny traci pracę, po czym ima się różnych dorywczych zajęć (między innymi jako sprzedawca czy rybak). Cały czas pała jednak rządzą zemsty na pingwinach i próbuje zdemaskować ich prawdziwą naturę przed opinią publiczną, w czym upatruje szansę odzyskania dobrego imienia i dawnej posady. Jego kolejne próby pochwycenia pingwinów tylko go pogrążają, a wśród ludzi zyskuje opinię szaleńca mającego nieuzasadnioną obsesję na ich punkcie (przez co jest ciągle wyśmiewany). Jest uzdolniony w walce wręcz, niestrudzony i przebiegły.
- Król Szczurów[l] – olbrzymi zmutowany szczur laboratoryjny. Przewodzi kolonii szczurów w kanałach. Jako stereotypowy tępy osiłek, jest bardzo agresywny i przejawia zamiłowanie do bójek, które nazywa „nawalanką” (w jednym z odcinków walczy w klatce ze Skipperem). Ma rzadką chorobę skóry.
- Hans – maskonur. Pochodzi z Danii, jednak po przybyciu do USA zamieszkał na stałe w zoo w Hoboken. Jest arcywrogiem Skippera, od czasu gdy w niewyjaśnionych okolicznościach przyczynił się do uznania go za wroga publicznego nr 1 w Danii. Mimo wielokrotnych starć z pingwinami, marzy o zaprzyjaźnieniu się ze Skipperem.
- Czerwony Wiewiór[m] – ruda wiewiórka, najprawdopodobniej pochodząca z ZSRR[n]. Po starciu z Buckiem Rockgutem ukrywa się przez niemal pół wieku w swojej tajnej bazie pod Central Parkiem, przez co nabawił się fotodermatozy. Pingwiny z zoo początkowo nie wierzą w jego istnienie, do momentu gdy Czerwony Wiewiór wychodzi z ukrycia z zamiarem realizacji swoich niecnych planów. Nosi opaskę na lewym oku. Nie ma sług, lecz często o tym zapomina wydając im polecenia.
- Bracia Wezuwiusz – bliźnięta, dwaj rozwydrzeni i rozpieszczeni chłopcy, pochodzący z bardzo bogatej rodziny. Uwielbiają znęcać się nad zwierzętami, oraz są chronieni przez armię prawników. W jednym z odcinków, po spędzeniu nocy w zoo (gdzie byli atakowani przez zwierzęta) zmieniają swoje nastawienie. Od tej pory postanawiają zaprzestać znęcania się nad zwierzętami, na rzecz dręczenia biedniejszych od siebie ludzi.
- Savio – boa dusiciel. Jeden z nielicznych przeciwników, którego pingwiny nie są w stanie pokonać. Savio przybywa do Central Park Zoo z placówki w Hoboken, po czym skrycie pożera kolejne zwierzęta (zwłaszcza ssaki). Ostatecznie pokonuje go Burt, połknięte zwierzęta zostają uwolnione z jego żołądka, a on sam powraca do Hoboken. W innym odcinku Savio postanawia uciec z Hoboken i dokonać zemsty na pingwinach, jednak zostaje pokonany przez wysmarowanego masłem Juliana.

## Epizodyczne
- Pervis McSlade – człowiek. Komisarz do spraw ogrodów zoologicznych. Jest łysy, ale nosi tupecik. Bardzo szanowany przez pingwiny ze względu na swoje zaangażowanie w poprawę warunków bytowania zwierząt w zoo (zwłaszcza pingwinów). Kocha zwierzęta z wyjątkiem gołębi, które uważa za szkodniki roznoszące choroby. Z tego powodu staje się celem zamachu Franky-ego, który zamierza zdefekować się na jego garnitur. Komisarz zostaje jednak uratowany przez Skippera, który zasłania go własnym ciałem.
- Gustaw „Gus” Babushka – człowiek. Rosyjski hydraulik, budowlaniec, mechanik i ciężarowiec. Pracuje jako złota rączka, świadcząc usługi między innymi w zoo. Jest utalentowanym fachowcem i perfekcjonistą. Jest też niezwykle obowiązkowy, uparty, silny i niestrudzony. W razie awarii maszyn i narzędzi, potrafi wykonywać wykopy samymi rękoma. Urodził się w 1962 r. w Petersburgu, a w 1979 r. zdobył srebrny medal w podnoszeniu ciężarów reprezentując ZSRR. Jego motto brzmi: „Jak chcesz coś zrobić to rób po swojemu”. Uwielbia kanapki z salcesonem i często rozmawia ze swoimi bicepsami, nazywając je „chłopcami”.
- Kameleony – pierwszy raz pojawiają się w odcinku Niewidzialny wróg, wywołując panikę wśród mieszkańców zoo, porywając kolejne zwierzęta (jak się potem okazuje na urządzane przez siebie przyjęcie powitalne). Dla reszty mieszkańców pozostają nieme, gdyż tylko Maurice rozumie ich język.
- Ted – niedźwiedź polarny z zoo. Nigdy się nie odzywa.
- Pinky – flaming z zoo, który nie pozwala nikomu dotykać swoich piór. Lubi fistaszki. Bracia Wezuwiusz pomalowali go kiedyś na zielono.
- Lulu – szympansica, która przybyła do zoo w Central Parku z Hoboken z powodu remontu jej starej klatki. Była obiektem zalotów Edka.
- Franky – gołąb. Mówi z charakterystycznym nosowym akcentem. Nienawidzi komisarza McSlade'a z powodu jego negatywnej opinii o gołębiach.
- Doris – delfinica. Siostra doktora Bulgota (nieświadoma jego zbrodniczej działalności) i jednocześnie niespełniona miłość Kowalskiego (odrzuciła jego zaloty 17 razy). Miała wielu partnerów, w tym między innymi: Marka Morświna, Ollo Ośmiornicę, Pita Manata czy Parkera Dziobaka. Ostatecznie w odcinku Pingwin, który mnie kochał odwzajemnia uczucia Kowalskiego i całuje go.
- Lemmy (właśc. Lem•R) – robot o budowie analogicznej do ciała lemura. Umieszczony w zoo w celu skopiowania i zakodowania ruchów Juliana, co ma zostać wykorzystane podczas jego podróży na Marsa. Po powrocie z Marsa, Lemmy przywozi w sobie małą kosmiczną kałamarnicę, która rozrywa jego ciało i ucieka (motyw nawiązujący do filmu Obcy – ósmy pasażer Nostromo). Lemmy dokonuje jednak autonaprawy, a z pomocą pingwinów i lemurów pokonuje przeciwnika.
- Żeluś[o] – nowa forma życia stworzona przez Kowalskiego. Ma postać żelowatego zielonego sześcianu. W pierwotnej wersji odżywia się owocami, po czym rozrasta się do olbrzymich rozmiarów i próbuje pożerać zwierzęta. Zostaje następnie zmodyfikowany przez Kowalskiego tak, aby nie mógł rosnąć i odżywiał się wyłącznie bitą śmietaną. Efektem ubocznym jest uzyskanie przez żelusia zdolności replikacji pod wpływem wstrząsów, co doprowadza do jego niekontrolowanego rozmnożenia, zagrażającego pokryciem Żelusiami całej kuli ziemskiej. Ostatecznie wszystkie Żelusie zostają pochwycone i wysłane przez pingwiny rakietą na Marsa, gdzie stają się problemem dla kosmicznych kałamarnic.
- Buck Rockgut – pingwin. Agent specjalny i weteran zimnej wojny, mający obsesję na punkcie schwytania Czerwonego Wiewióra. Po zniknięciu swego przeciwnika Rockgut również zaszył się w podziemnej kryjówce, gdzie został odnaleziony przez oddział Skippera pół wieku później. Cierpi na zaawansowaną paranoję, w każdym widząc potencjalnego agenta Czerwonego Wiewióra.
- Nigel – pingwin, wujek Szeregowego. Jest brytyjskim szpiegiem, który ma schwytać Czerwonego Wiewióra. W ramach przykrywki udaje przed pingwinami nierozgarniętego fajtłapę. W obliczu ataku Czerwonego Wiewióra dekonspiruje się i wspólnie z Szeregowym powstrzymują go przed odpaleniem rakiety z toksynami (mającymi doprowadzić do niekontrolowanego przyrostu żołędzi i zagłady reszty ziemskiej flory). Postać Nigela jest parodią Jamesa Bonda.
- Manfredi i Johnson – pingwiny. Dawni podwładni Skippera, który wielokrotnie wspomina ich śmierć, za każdym razem podając zupełnie inne jej okoliczności. W jednym z odcinków okazuje się jednak, że obaj żyją i ciężko okaleczeni znajdują się w aquaparku Seaville (o czym nikt nie wiedział). Mimo wezwań o pomoc pozostają jednak niezauważeni przez wykonujący tam swoją misję oddział Skippera i pozostawieni własnemu losowi.
- Bradley, Jeremy, Ramona i Samuel – małe kaczątka, którymi czasami opiekują się pingwiny i Julian. Jedno z nich (Jeremy) zostaje odnalezione przez pingwiny jeszcze jako zagubione jajko i nazwane przez nie „Szeregowym Jajko”[p], a przez Juliana „JJ”[q]. Pod opieką pingwinów Jeremy zdobywa umiejętności walki i uważa się za komandosa, natomiast pod okiem Juliana rozwija umiejętności taneczne.
- Mama Kaczka – kaczka. Samotna matka mieszkająca w parku i wychowująca czwórkę kaczątek.
- Carlos, James, Kendall i Logan – grupa bobrów-inżynierów mieszkających w zoo, zaangażowanych przez Skippera do naprawy tunelu. Zachowują się jak celebryci, przejawiają skłonność do flirtowania z mieszkankami zoo, co nieustannie odciąga ich od pracy. W oryginalnej wersji dubbingowej głosów użyczyli im aktorzy z serialu Big Time Rush, a same bobry są ich parodią (nosząc nawet te same imiona).
- Łukaszek[r] – szop pracz mieszkający w Parku, trudniący się oszustwami. W odcinku Maska szopa pod pseudonimem „Le' Łucznik” okrada zwierzęta w zoo, kłamiąc że pozyskane łupy rozdaje biednym w parku (parodia postaci Robina Hooda). W odcinku Impas w tunelu występuje jako agent nieruchomości, oferując zwierzętom opuszczającym zoo rozmaite kwatery (jak np. pieniek lub krzak).
- Karaczany – przyjaźnią się z Rico, lubią głośne imprezy i pizzę. Wyrażają się w specyficzny sposób, niemal do każdego słowa dodając przedrostek „ziom”. W odcinku Robaki atakują proszą pingwiny o pomoc w walce z dezynsektorem, którym okazuje się Oficer X. Wzbudzają odrazę u Szeregowego, natomiast sympatię u Skippera (który szanuje je za wrodzoną zdolność do przetrwania wojny nuklearnej).
- Elmer – pies, który porwał Morta, a później zaprzyjaźnił się z Maxem.
- Mama – samica oposa, której pingwiny przypadkowo niszczą dom. Tymczasowo zamieszkuje z pingwinami, opiekując się nimi niczym matka. W jej obecności wszyscy członkowie oddziału zaczynają dziecinnieć. Po opuszczeniu pingwinów podejmuje się opieki nad Hansem.
- DOD (właśc. Diabelnie Odważny Damian) – wymarły ptak dodo, który zostaje przywrócony do życia przez Kowalskiego poprzez klonowanie. Wskutek wypadku i awarii maszyny do klonowania, proces ten przebiega jednak w sposób niekontrolowany, przez co zoo zostaje zasypane licznymi kopiami DOD-a. Okazuje się jednak, że gatunek ten posiada wadę DNA przez co nie odczuwa strachu i nie posiada żadnych zahamowań. Cecha ta w połączeniu z zamiłowaniem do ryzyka sprawia, że niemal wszystkie dodo błyskawicznie giną w najróżniejszych wypadkach. Ostatni ocalały DOD zostaje umieszczony przez pingwiny w muzeum, gdzie w ramach „wyzwania” udaje eksponat.
- Gladys – człowiek. Staruszka, skrycie dokarmiająca zwierzęta w zoo, przez co jest przez nie kochana. Ma bardzo słaby wzrok, przez co myli niektóre zwierzęta z kotami.
- Zoe – fretka domowa należąca do Gladys (mylnie uznawana przez nią za kota). Obiekt zalotów Juliana, którego próbuje się pozbyć, gdy ten zostaje przygarnięty przez Gladys (również jako kot).
- Generał Shingen – makak japoński, starożytny mistrz sztuk walki i strateg, którego dzieła studiował Skipper. Pojawia się jako duch. W jednym z odcinków opętuje Morta, stając w jego ciele do walki ze swoim odwiecznym wrogiem – Kuchikukanem.
- Alex – lew, znany z pełnometrażowych filmów serii Madagaskar. Pojawia się gościnnie w odcinku Powrót zemsty doktora Bulgota jako halucynacja Skippera.
- Dale – ślimak mieszkający w parku. W odcinku Arcywróg zostaje zgnieciony przez mecha sterowanego przez Kowalskiego (co Dale błędnie przypisuje Szeregowemu). Stara się zemścić na Szeregowym za domniemaną krzywdę i staje się jego arcywrogiem.
- Kitka – sokół wędrowny. Pojawia się w odcinku Sokół i kocha, w którym Skipper się w niej zakochuje.
- Piszczuś Pan[s] – człowiek. W dzieciństwie był łobuzem, który straszył zwierzęta swoją piszczałką (szczególnie Burta). Obecnie pracuje jako makler i leczy się psychiatrycznie.
- Antonio – samiec wydry. Gra na hiszpańskiej gitarze. Przyjaciel Freda. Jego imię jest nawiązaniem do Antonio Banderasa[5].
- Jim – człowiek, fotograf, robiący zdjęcia zwierzętom w zoo.
- Bella von Bueno – człowiek. Krytyk sztuki z odcinka Czarodziejski pędzel. Arogancka, potrafi dostrzec nawet najmniejszy szczegół.
- Ronald – człowiek. Uczeń, który chciał napisać wypracowanie o pingwinach w odcinku Szkolna wycieczka.
- Pani Trevor – człowiek, nauczycielka Ronalda.
- Święty Mikołaj – pojawia się w odcinku Przedświąteczna gorączka. Ma dobre stosunki z Julianem (łączą ich wydarzenia z filmu Madagwiazdka).
- Babcia Wiewiórka – wiewiórka z odcinka Zaginiony skarb Złotego Wiewióra. Wieszczka obdarzona paranormalnymi zdolnościami, związana z legendarnym skarbem Złotego Wiewióra.
- Młoda fossa – przybywa tymczasowo do zoo w odcinku Terror z Madagaskaru. Uważa Juliana za swojego rodzica, ten jednak panicznie się jej boi, sądząc że chce go pożreć.
- Doktor Peary – człowiek, weterynarz pracujący w zoo.
- Shawna – człowiek. Piękna asystentka dr Peary’ego występująca w odcinku Miłość boli. Zakochuje się w niej Szeregowy.
- Żarłok[t] – młoda samica lamparta morskiego. Mieszka na Antarktydzie, trafia do Nowego Jorku porwana przez kłusowników. Występuje w odcinku Operacja: Antarktyda, gdzie zaprzyjaźniła się z Szeregowym, który pomaga jej wrócić do domu. Jest córką przywódcy stada lampartów morskich.
- Lamparty morskie – występują w odcinku Operacja: Antarktyda. Uwielbiają jeść pingwiny (do których zwracają się per „mięso”), jednak robią wyjątek dla Szeregowego, uznając go za niejadalnego w podzięce za uratowanie Żarłoka.
- Króliki – mieszkańcy mini-zoo, pojawiający się w odcinku Operacja: Zmień Sąsiada. Pałają uwielbieniem do Juliana (podziwiając jego puszysty ogon), są mu bezwzględnie oddane i wykonują wszystkie jego rozkazy. Ze względu na puszyste łapki, Julian w drodze wyjątku pozwala im masować swoje stopy, co wzbudza ogromną zawiść Morta. Mimo niepozornej aparycji, króliki okazują się świetnymi wojownikami, potrafiącymi bez problemu pobić pingwiny, na rozkaz Juliana.
- Bobek – człowiek, dostawca pizzy pracujący w Tony's Pizza. Pojawia się w odcinku Operacja: Dobry uczynek.
- Bonie Chang – człowiek, prezenterka pogody.
- Pit Peters – człowiek, prezenter telewizyjny, który w odcinku Gdy Chucka brak zastąpił Chucka Charlesa.
- Profesor Quimby Q. Kujawiak – człowiek. Animator zabaw dla dzieci, błędnie posądzony przez pingwiny i lemury o porwanie Morta i Szeregowego, w wyniku czego zostaje przez nich pobity na scenie przed dziećmi.

### Czarne charaktery (epizodyczne)
- Kwoka – kura domowa o ponadprzeciętnej inteligencji oraz niezwykłych zdolnościach analitycznych. Dzięki swoim umiejętnościom jest w stanie z ogromną dokładnością i szczegółowością przewidywać przyszłość, przez co brana jest za jasnowidza. Początkowo pragnie zostać prezydentem USA, po czym obniża swoje aspiracje jedynie do rangi senatora z ramienia Partii Demokratycznej. Jej plany zostają pokrzyżowane przez Pingwiny.
- Clemson – psychopatyczny i żądny władzy lemur błękitnooki, trafiający do Central Park Zoo z Hoboken. Jest przebiegły, dwulicowy i często rozmawia sam z sobą. Pragnie zdetronizować króla Juliana, początkowo udając jego oddanego poddanego, a następnie zawiązując przeciwko niemu intrygę. Z pomocą pingwinów Julian pozbywa się Clemsona, który wraca do Hoboken.
- Rhonda – samica morsa, sprowadzona do zoo jako współlokatorka Marlenki. Jest bardzo grubiańska i niechlujna. Marlenka mimo znacznej cierpliwości i początkowej próby zaprzyjaźnienia się, w końcu nie jest w stanie znieść jej zachowania (momentem, który przelał czarę goryczy było wysmarkanie się Rhondy w Marlenkę) i z pomocą pingwinów doprowadza do jej wywiezienia do Hoboken. Rhonda okazuje się jednak agentką tajemniczego Doktora Głębokie Gardło, której celem było przechwycenie jednego z wynalazków Kowalskiego.
- Parker – dziobak, najemnik pracujący dla dr Bulgota. W odcinku Pingwin, który mnie kochał jest chłopakiem Doris, jak się jednak okazuje jedynie manipuluje nią, by uzyskać dostęp do Kowalskiego. Po odkryciu jego prawdziwych motywacji, Doris z nim zrywa. Świetnie walczy, a w stopach posiada ostrogi jadowe, dzięki czemu może pozbawiać przeciwników przytomności.
- Kosmiczne kałamarnice[u] – kosmici zamieszkujący Marsa, w wyglądzie przypominający kałamarnice lub ośmiornice. Planują dokonać inwazji na Ziemię, co jednak nigdy im się nie udaje. Walka z nimi nastręcza pingwinom wielkich trudności.
- Cecyl i Cegła – ludzie. Dwaj włamywacze, stanowiący swoje przeciwieństwa. Cecyl jest drobny i inteligentny, natomiast Cegła wielki i głupi.
- Frances Alberta – człowiek, dyrektorka zoo w Hoboken. Przejawia patologiczną obsesję na punkcie sprzątania, przez co odnosi pewien sukces przemieniając owianą złą sławą placówkę w Hoboken w luksusowe spa dla zwierząt. W rzeczywistości nienawidzi jednak zwierząt, uważając je za niehigieniczne (przez co próbuje zastąpić je biomechanicznymi robotami). Gdy jej działania wychodzą na jaw, zostaje zwolniona przez komisarza McSlade'a.
- Pancernik de Kid – pancernik, który pojawia się w odcinkach Pan Talon oraz Podkopany dołek. Kiedyś był mistrzem minigolfa i głównym rywalem „Pana Talona” (Szeregowego). Terroryzuje zoo, zmuszając Szeregowego do stoczenia po latach ostatniej rewanżowej rozgrywki. De Kid zostaje przez niego pokonany i upokorzony opuszcza zoo. Późniejsze relacje de Kida z pingwinami ulegają jednak pewnemu ociepleniu i przestają być wrogami.
- Kuchikukan (także Niszczyciel Światów) – demon, objawiający się pod postacią czerwonego obłoku. W odcinku Operacja: Jednorożec Apokalipsy zostaje przypadkowo uwolniony z naczynia będącego jego więzieniem i wnika w zabawkę Szeregowego (plastikowego słodkorożca). W swoim nowym ciele próbuje zniszczyć świat, jednak zostaje powstrzymany przez pingwiny.
- Świstaki – dwaj przestępcy działający w półświatku zdegenerowanego minigolfa. Pragną skraść drogocenny kij golfowy z Westchester, co udaremnia współpracujący z pingwinami Pancernik de Kid.
- Szerszenie – złośliwe, agresywne owady mieszkające w Parku. Żądlą swoje ofiary nawet niesprowokowane. Bardzo często powtarzają kwestię A żądłem chcesz?.
- Homary – pomocnicy Doktora Bulgota.
- Szczury – poddani króla Szczurów żyjący w kanałach.
- Duńscy ochroniarze – ludzie, strzegący duńskiego konsulatu, w którym przechowywane są obciążające Skippera dokumenty. Wszyscy są identycznie wyglądającymi blondynami w czarnych garniturach i ciemnych okularach. Wyjątek stanowi ich szef ubrany w niebieski mundur i znacznie od nich masywniejszy. Są biegli w sztukach walki.
- Okoń żmijogłowy – ogromna drapieżna ryba, która siała postrach w stawie w odcinku Potwór z głębin.
- Mecha-Krab – zmutowany, monstrualnych rozmiarów homar (w serialu błędnie nazywany krabem), będący efektem eksperymentów dr Bulgota. Ma metalowe szczypce na prawym odnóżu i choć nie jest to widoczne, wg doktora Bulgota, cały jego egzoszkielet zbudowany jest ze stali szlachetnej.
- Sokół – sokół wędrowny, który porwał Juliana w odcinku Sokół i Kocha.